# Tasmanillus
Tasmanillus is een geslacht van kevers uit de familie van de loopkevers (Carabidae). De wetenschappelijke naam van het geslacht is voor het eerst geldig gepubliceerd in 2005 door Giachino.

## Soorten
Het geslacht Tasmanillus omvat de volgende soorten:
- Tasmanillus daccordii Giachino, 2005
- Tasmanillus pillingeri Giachino, 2005